# Ряженка
Ря́женка — кисломолочный напиток, получаемый из коровьего топлёного молока молочнокислым брожением. Заквашивание производится термофильными молочнокислыми стрептококками и чистыми культурами болгарской палочки, сквашивается в течение 3—6 часов. Имеет желтовато-буроватый оттенок и традиционный кисломолочный вкус.
Традиционный национальный продукт русской, белорусской и украинской кухонь.
Схожими продуктами являются варенец, приготовляемый из выпаренного топлёного молока, и тюркский катык из молока, подвергнутого длительному кипячению.
Состав ряженки практически идентичен набору веществ, которые содержатся в топлёном молоке.
В состав ряженки входят витамины группы А, В, С и РР. Кроме того, присутствует в ней и немалое количество важнейших для здоровья человека минеральных веществ — макро- и микроэлементов (железо, кальций, сера, магний, фосфор, калий и натрий).